# Don't Worry Kyoko (Mummy's Only Looking for Her Hand in the Snow)
Don't Worry Kyoko (Mummy's Only Looking for Her Hand in the Snow) (noto anche come Don't Worry Kyoko (Mummy's Only Looking for a Hand in the Snow) o semplicemente Don't Worry Kyoko) è un brano musicale dell'artista giapponese Yōko Ono, pubblicato su singolo nel 1969 dalla Plastic Ono Band come B-side del 45 giri Cold Turkey di John Lennon, e successivamente incluso nell'album Fly della Ono (1971).  Sono state pubblicate versioni dal vivo della canzone negli album Live Peace in Toronto 1969 e Some Time in New York City.

## Il brano
Don't Worry Kyoko (Mummy's Only Looking for Her Hand in the Snow) si ispira alla causa di affidamento intrapresa dalla coppia Lennon-Ono nei confronti di Anthony Cox, l'ex-marito di Yoko, per la custodia della figlia Kyoko; e simboleggia il tentativo da parte di Yoko Ono di comunicare con sua figlia. Yoko e Kyoko si riunirono finalmente solo negli anni novanta, quando Kyoko era sulla trentina.
Il testo della canzone consiste principalmente nelle parole «don't worry» ("non preoccuparti") urlate dalla Ono. Nella versione dal vivo inclusa in Live Peace in Toronto 1969, viene pronunciata anche l'enigmatica frase: «mummy's only looking for her hand in the snow» ("mamma sta solo cercando la sua mano nella neve"). Il pezzo musicalmente si basa su un riff blues suonato da Lennon ed Eric Clapton alla chitarra elettrica.  L'autore John Blaney descrisse il riff "ipnotico". Gli altri musicisti presenti nella versione in studio della canzone sono Klaus Voorman al basso e Ringo Starr alla batteria.
Una prima versione embrionale della canzone, intitolata Mum's Only Looking for Her Hand in the Snow venne eseguita da Yoko Ono mentre la donna era ricoverata presso il Queen Charlotte's Hospital per tenere in osservazione una sua gravidanza che terminò in un aborto. Lennon fornì il solo accompagnamento presente nella traccia alla chitarra acustica. Questa versione fu originariamente pubblicata in allegato alla rivista Aspen e successivamente è stata inclusa come bonus track nella ristampa in formato CD del disco Wedding Album. La versione in studio pubblicata su singolo e inclusa in Fly venne registrata il 3 ottobre 1969 agli studi Lansdowne Studios di Londra.

## Esecuzioni dal vivo
La versione di Don't Worry Kyoko (Mummy's Only Looking for Her Hand in the Snow) inclusa in Live Peace in Toronto 1969 venne registrata al Varsity Stadium di Toronto, Canada, il 13 settembre 1969. La formazione della Plastic Ono Band assemblata in fretta per l'occasione, comprendeva Yoko Ono, Lennon, Clapton, Voorman e Alan White. Durante il concerto, la Ono eseguì due brani sperimentali, Don't Worry Kyoko (Mummy's Only Looking for Her Hand in the Snow), appunto, e John John (Let's Hope for Peace). La reazione del pubblico fu varia, passando dallo sconcerto alla noia e dall'eccitamento al mutismo più assoluto. Alcuni spettatori fischiarono l'esibizione, esprimendosi negativamente più nei confronti di John John (brano ancora più ostico basato su feedback di chitarra) che di Don't Worry Kyoko. John Blaney spiegò la reazione del pubblico scrivendo che la gente "era venuta per ascoltare del buon vecchio rock and roll, e non una donna giapponese che urlava come un'ossessa". Chip Madinger & Mark Easter affermarono come, nonostante la fredda accoglienza del pubblico, la band "fece un lavoro ammirevole" supportando Yoko nel pezzo.
La versione inclusa in Some Time in New York City fu registrata il 15 dicembre 1969 al Lyceum Ballroom di Londra, al concerto per l'UNICEF "Peace for Christmas". In aggiunta ai musicisti che suonarono a Toronto, Billy Preston suonò la tastiera, George Harrison la chitarra, e Keith Moon la batteria (verso la fine della canzone). Questa versione durò circa quaranta minuti, e dovette essere accorciata a quindici minuti per l'inclusione nell'album.

## Accoglienza
Il critico musicale Johnny Rogan considera Don't Worry Kyoko (Mummy's Only Looking for Her Hand in the Snow) essere "di gran lunga il miglior brano di Yoko Ono". Lennon dichiarò di considerare la canzone "uno dei migliori fottuti dischi di rock 'n' roll mai incisi". Il critico musicale di AllMusic Ned Raggett descrive il canto della Ono uno "sgraziato ululato blues". Allan Kozinn del New York Times paragonò la voce della Ono al suono del "vagito affaticato di una chitarra elettrica" affermando che il suo virtuosismo è paragonabile all'esecuzione strumentale da parte di Lennon e Clapton. John Lewis di Rolling Stone definì il brano "una stronzata triste e disperata."

## Formazione
- Yōko Ono – voce
- John Lennon – chitarra elettrica
- Eric Clapton – chitarra elettrica
- Klaus Voormann – basso
- Ringo Starr – batteria

## Cover
Don't Worry Kyoko (Mummy's Only Looking for a Hand in the Snow) è stata reinterpretata da altri artisti:
- I B-52's nell'album Whammy! del 1983.
- Tater Totz nell'album Tater Comes Alive del 1993.[17]
- Alan Decotes nell'album Don't Worry Rock N' Roll del 2007.[18]
- I Donny Who Loved Bowling nel 2005 nell'album Tree Fort.[19]
- Yo La Tengo dal vivo alla radio e nel 2006 nell'album Yo La Tengo Is Murdering the Classics.